# Jacobiasca prosta
Jacobiasca prosta är en insektsart som beskrevs av Irena Dworakowska 1977. Jacobiasca prosta ingår i släktet Jacobiasca och familjen dvärgstritar.
Artens utbredningsområde är Vietnam. Inga underarter finns listade i Catalogue of Life.